# Другий банк США
39°56′55″ пн. ш. 75°08′54″ зх. д. / 39.948611111111° пн. ш. 75.148333333333° зх. д.

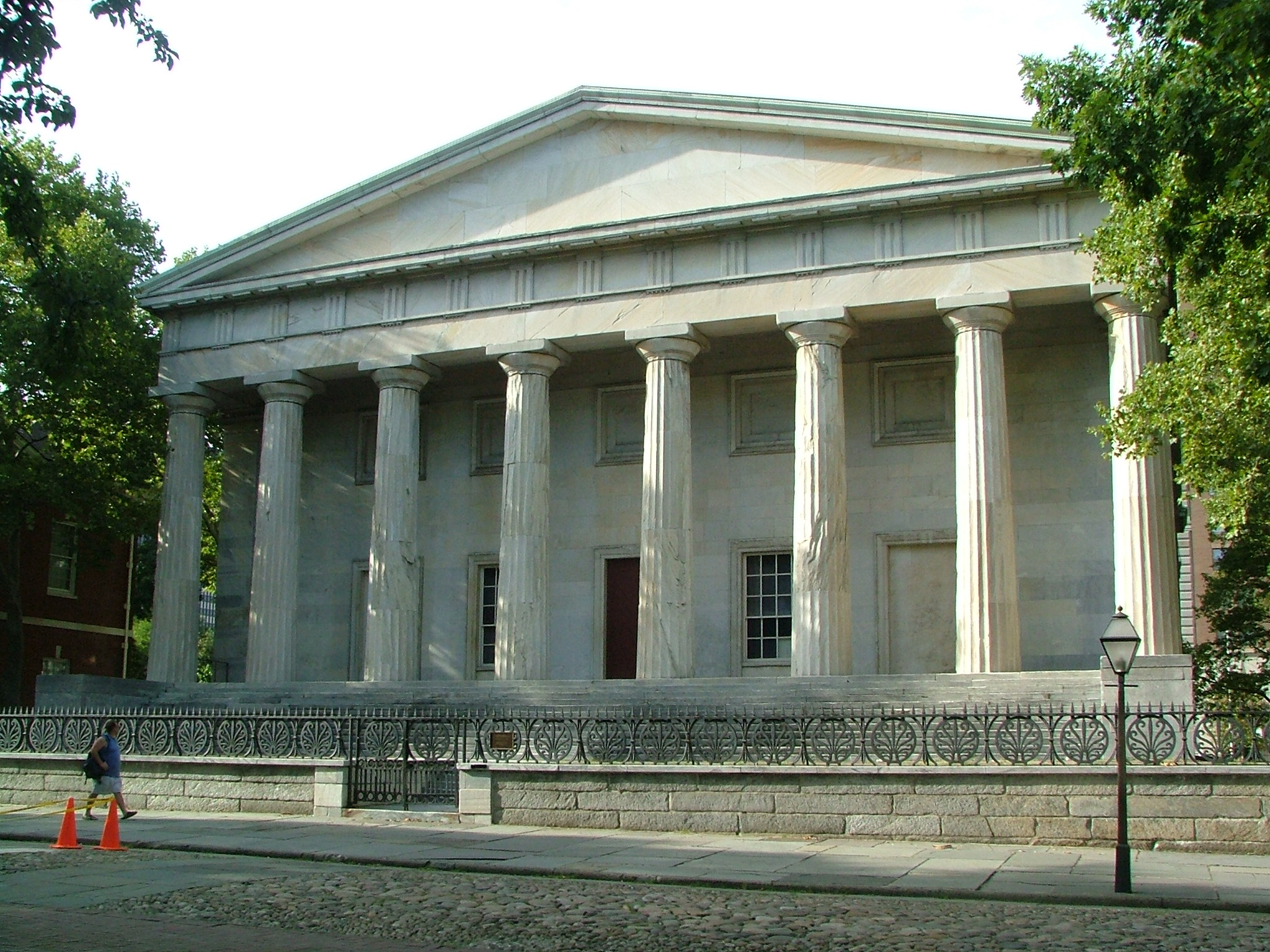
Південний фасад Другого банку Сполучених Штатів (фото 2006 року). Розташований в Філадельфії (штат Пенсільванія)

Другий банк Сполучених Штатів (англ. Second Bank of the United States) — американський банк, що проіснував з 1816 року до 1833 року.

## Історія
Після 1814 року велика кількість комерційних банків відмовлялася від розміну своїх банкнот на металеві гроші. Із серпня 1814 року по лютий 1817 року Федеральний уряд дозволив обмежити комерційним банкам розмін на металеві гроші (крім Нової Англії). Проєкт нового банку припускав, що це буде приватна корпорація з 20 % участю держави. Банк повинен був володіти монополієй на випуск загальнонаціональних паперових грошей. На його рахунках повинні були перебувати кошти Міністерства фінансів США.
У квітні 1816 року обидві палати Конгресу ратифікували законопроєкт про установу Другий банк Сполучених Штатів. Також як і Першому банку Сполучених Штатів ліцензія була видана на здійснення діяльності в період з 1816 року по 1836 рік. Одночасно була прийнята резолюція про поновлення розміну паперових грошей на металеві з 20 лютого 1817 року.
У січні 1817 року банк почав свою роботу. Президентом був призначений Лингдон Чивс. У лютому 1817 року Другий банк Сполучених Штатів видав кредит найбільшим банкам США на загальну суму 6 млн доларів США для підтримки їхньої платоспроможності з 20 лютого. Відповідно до закону, а також Уставу банку, статутний капітал даної установи повинен був становити 7 млн доларів США, але в період з 1817 до 1818 року він не перевищував 2,5 млн.
До 1818 року банк емісіював банкнот на 21,8 млн доларів США. Обсяг грошей в обігу виріс із 67,3 млн доларів США в 1816 році до 94,7 млн доларів США в 1818 році. індекс цін зростав, що підтверджують дані про ріст цін експортних товарів в Чарлстоні з 102 пунктів в 1815 році до 160 до липня 1818 року. У липні 1818 року через різке скорочення металевих резервів Другий банк Сполучених Штатів припинив розмін своїх банкнот на металеві гроші. Обсяг банкнот і депозитів банку скоротився з 21,9 млн доларів США в червні 1818 року до 11,5 млн доларів США до середини 1819 року. У США відбувся циклічний спад, що відбилося на цінах експортних товарів у Чарлстоні знизилися з 158 пунктів у листопаді 1818 року до 77 пунктів у червні 1819 року. До січня 1823 року обсяг депозитів і банкнот банку не перевищував 12 млн доларів США, а до 1830 року цей обсяг виріс до 29 млн доларів США.
В 1829 році Президент США Ендрю Джексон, у першому своєму щорічному посланні до Конгресу, оголосив про намір відкликати ліцензію в Другого банку Сполучених Штатів. В 1831 році Ніколас Бідл (англ. Nicholas Biddle) — другий президент банку, направив в Конгрес законопроєкт про продовження ліцензії банку. Законопроєкт пройшов обидві палати Конгресу, але Ендрю Джексон наклав на нього вето, яке Конгрес не зумів перебороти. У 1833 році обсяг банкнот і депозитів Другого банку виріс до 42,1 млн доларів, що частково може пояснити ріст цін з липня 1830 року з 82 пунктів до 99 пунктів наприкінці 1833 року. При цьому обсяг металевих грошей в обігу був з 1823 по 1833 роки на рівні 32 млн доларів.
В 1833 році Ендрю Джексон вивів урядові засоби із Другого банку в ряд комерційних банків США. Другому банку Сполучених Штатів довелося одержувати ліцензію штату Пенсильванія. З 1833 року він працював як «Банк Сполучених Штатів, Пенсильванії».